# Rinji Gun’yō Tetsudōkanbu
| Logo |                      |                                      |                                      |
| Spurweite: | 1435 mm (Normalspur) |                                      |                                      |
| |                      |                                      |                                      |
| \| \| \| Gyeongbu Railway \| \| \| \| 0.0 \| Gyeongseong \| Gyeongseong \| \| \| 16.5 \| Neunggok eröffnet am 4. April 1906 \| Neunggok eröffnet am 4. April 1906 \| \| \| 24.9 \| Ilsan \| Ilsan \| \| \| 35.1 \| Geumchon \| Geumchon \| \| \| 46.0 \| Munsan eröffnet am 4. April 1906 \| Munsan eröffnet am 4. April 1906 \| \| \| 57.8 \| Jangdan eröffnet am 3. April 1906 \| Jangdan eröffnet am 3. April 1906 \| \| \| 73.4 \| Gaeseong \| Gaeseong \| \| \| 82.5 \| Toseong \| Toseong \| \| \| 97.5 \| Gyejeong \| Gyejeong \| \| \| 119.7 \| Hanpo \| Hanpo \| \| \| 153.3 \| Sinmak \| Sinmak \| \| \| 160.1 \| Seoheung \| Seoheung \| \| \| 175.3 \| Heungsu \| Heungsu \| \| \| 183.2 \| Cheonggye \| Cheonggye \| \| \| 190.2 \| Madong \| Madong \| \| \| 200.2 \| Sariwon \| Sariwon \| \| \| 214.0 \| Chimchon eröffnet am 3. April 1906 \| Chimchon eröffnet am 3. April 1906 \| \| \| 224.2 \| Hwanghae Hwangju eröffnet 1905 \| Hwanghae Hwangju eröffnet 1905 \| \| \| 230.1 \| Gindeung eröffnet am 3. April 1906 \| Gindeung eröffnet am 3. April 1906 \| \| \| 236.8 \| Heukgyo \| Heukgyo \| \| \| 243.4 \| Junghwa \| Junghwa \| \| \| 250.2 \| Yeokpo \| Yeokpo \| \| \| 260.7 \| Pjöngjang eröffnet am 3. April 1906 \| Pjöngjang eröffnet am 3. April 1906 \| \| \| 301.8 \| Eopa eröffnet am 5. November 1906 \| Eopa eröffnet am 5. November 1906 \| \| \| 312.6 \| Sukcheon \| Sukcheon \| \| \| 322.9 \| Manseong \| Manseong \| \| \| 336.4 \| Sinanju \| Sinanju \| \| \| 384.1 \| Cheongju \| Cheongju \| \| \| 396.7 \| Gwaksan \| Gwaksan \| \| \| 417.6 \| Seoncheon \| Seoncheon \| \| \| 427.7 \| Dongnim \| Dongnim \| \| \| 438.5 \| Charyeonggwan \| Charyeonggwan \| \| \| 451.9 \| Namsi \| Namsi \| \| \| 460.6 \| Yangchaek \| Yangchaek \| \| \| 468.4 \| Pihyon \| Pihyon \| \| \| 477.7 \| Baengma \| Baengma \| \| \| 488.9 \| Seokha \| Seokha \| \| \| 496.7 \| Sinuiju eröffnet am 5. November 1905 \| Sinuiju eröffnet am 5. November 1905 \| |                      |                                      |                                      |
| Strecke |                      | Gyeongbu Railway                     | Gyeongbu Railway                     |
| Bahnhof | 0.0                  | Gyeongseong                          | Gyeongseong                          |
| Haltepunkt / Haltestelle | 16.5                 | Neunggok eröffnet am 4. April 1906   | Neunggok eröffnet am 4. April 1906   |
| Haltepunkt / Haltestelle | 24.9                 | Ilsan                                | Ilsan                                |
| Haltepunkt / Haltestelle | 35.1                 | Geumchon                             | Geumchon                             |
| Bahnhof | 46.0                 | Munsan eröffnet am 4. April 1906     | Munsan eröffnet am 4. April 1906     |
| Haltepunkt / Haltestelle | 57.8                 | Jangdan eröffnet am 3. April 1906    | Jangdan eröffnet am 3. April 1906    |
| Bahnhof | 73.4                 | Gaeseong                             | Gaeseong                             |
| Haltepunkt / Haltestelle | 82.5                 | Toseong                              | Toseong                              |
| Haltepunkt / Haltestelle | 97.5                 | Gyejeong                             | Gyejeong                             |
| Haltepunkt / Haltestelle | 119.7                | Hanpo                                | Hanpo                                |
| Haltepunkt / Haltestelle | 153.3                | Sinmak                               | Sinmak                               |
| Haltepunkt / Haltestelle | 160.1                | Seoheung                             | Seoheung                             |
| Haltepunkt / Haltestelle | 175.3                | Heungsu                              | Heungsu                              |
| Haltepunkt / Haltestelle | 183.2                | Cheonggye                            | Cheonggye                            |
| Haltepunkt / Haltestelle | 190.2                | Madong                               | Madong                               |
| Bahnhof | 200.2                | Sariwon                              | Sariwon                              |
| Haltepunkt / Haltestelle | 214.0                | Chimchon eröffnet am 3. April 1906   | Chimchon eröffnet am 3. April 1906   |
| Bahnhof | 224.2                | Hwanghae Hwangju eröffnet 1905       | Hwanghae Hwangju eröffnet 1905       |
| Haltepunkt / Haltestelle | 230.1                | Gindeung eröffnet am 3. April 1906   | Gindeung eröffnet am 3. April 1906   |
| Haltepunkt / Haltestelle | 236.8                | Heukgyo                              | Heukgyo                              |
| Haltepunkt / Haltestelle | 243.4                | Junghwa                              | Junghwa                              |
| Haltepunkt / Haltestelle | 250.2                | Yeokpo                               | Yeokpo                               |
| Bahnhof | 260.7                | Pjöngjang eröffnet am 3. April 1906  | Pjöngjang eröffnet am 3. April 1906  |
| Haltepunkt / Haltestelle | 301.8                | Eopa eröffnet am 5. November 1906    | Eopa eröffnet am 5. November 1906    |
| Haltepunkt / Haltestelle | 312.6                | Sukcheon                             | Sukcheon                             |
| Haltepunkt / Haltestelle | 322.9                | Manseong                             | Manseong                             |
| Bahnhof | 336.4                | Sinanju                              | Sinanju                              |
| Bahnhof | 384.1                | Cheongju                             | Cheongju                             |
| Haltepunkt / Haltestelle | 396.7                | Gwaksan                              | Gwaksan                              |
| Haltepunkt / Haltestelle | 417.6                | Seoncheon                            | Seoncheon                            |
| Bahnhof | 427.7                | Dongnim                              | Dongnim                              |
| Bahnhof | 438.5                | Charyeonggwan                        | Charyeonggwan                        |
| Haltepunkt / Haltestelle | 451.9                | Namsi                                | Namsi                                |
| Haltepunkt / Haltestelle | 460.6                | Yangchaek                            | Yangchaek                            |
| Haltepunkt / Haltestelle | 468.4                | Pihyon                               | Pihyon                               |
| Haltepunkt / Haltestelle | 477.7                | Baengma                              | Baengma                              |
| Haltepunkt / Haltestelle | 488.9                | Seokha                               | Seokha                               |
| Kopfbahnhof Streckenende | 496.7                | Sinuiju eröffnet am 5. November 1905 | Sinuiju eröffnet am 5. November 1905 |

Die Rinji Gun'yō Tetsudō Kanbu  (japanisch 臨時軍用鐵道監部, koreanisch 임시 군용 철도 감부 Imsi Gunyong Cheoldo Ganbu; englisch Temporary Military Railway Office) war eine temporäre Militäreisenbahn, die als Pseudo-Unternehmen von der kaiserlich japanischen Armee gegründet wurde, um die Gyeongui-Linie von Gyeongseong (heute: Seoul) nach Sinuiju zu bauen und zu betreiben. Sie eröffnete im April 1906 als zweite Eisenbahnlinie auf der koreanischen Halbinsel und wurde im September desselben Jahres verstaatlicht, um die Nationale Eisenbahn zu gründen.

## Geschichte
Der Bau einer Eisenbahnlinie nördlich von Hanseong war bereits seit Ende des 19. Jahrhunderts geplant, doch der Mangel an finanziellen Mitteln führte 1895–1900 zum Scheitern mehrerer Versuche. 1896 erwarben die französischen Fives Lille die Rechte für den Bau einer Eisenbahnlinie in Korea, doch wurden diese, nachdem sie die notwendigen finanziellen Mittel nicht aufbringen konnten, 1899 an die Korean Railway Company (대한철도회사, Hanguk Cheoldohoesa) übertragen. Dieser Versuch ging jedoch ebenfalls ins Leere. Schließlich begann 1900 die staatliche Western Railway (서부철도회사 Seobu Cheoldohoesa) mit der Vermessung einer Trasse für eine Eisenbahnstrecke von Gyeongseong nach Gaeseong. Mit dem Bau des ersten Abschnitts der Gyeongui-Linie wurde 1902 begonnen.
Das kaiserliche Japan, das die Konzession zum Bau der Gyeongbu-Linie von Seoul nach Busan erhalten hatte, erkannte, dass eine Eisenbahn, die ganz Korea von Norden nach Süden durchquert, als Mittel zur Stärkung seines Einflusses auf Korea dienen würde, und versuchte, auch die Kontrolle über das Projekt der Gyeongui-Linie zu erlangen. Als der Russisch-Japanische Krieg 1904 ausbrach, ignorierte Japan die koreanische Neutralitätserklärung, transportierte Truppen nach Incheon und zwang die koreanische Regierung, ein Abkommen zu unterzeichnen, das Japans militärische Kontrolle über Eisenbahnprojekte, falls diese für militärische Operationen als notwendig erachtet wurden, sicherte. Die kaiserliche japanische Armee gründete daraufhin das temporäre Militäreisenbahnamt und übernahm die Kontrolle über die Western Railway, mit der Absicht, die Strecke für militärische Operationen gegen Russland in der Mandschurei zu nutzen.
Der Abschnitt Yongsan–Gaeseong wurde im März 1904 fertiggestellt, gefolgt von der Fertigstellung des Abschnitts Pjöngjang–Sinuiju am 28. April 1905. Der Frachtbetrieb zwischen Yongsan und Sinuiju begann am 5. November 1905. Obwohl der Krieg am 5. September 1905 beendet war, behielt das japanische Militär die Kontrolle über die temporäre Militäreisenbahn bei und wollte sie weiterhin nutzen, um die Vorherrschaft in Korea zu behalten. Im folgenden Jahr wurden die Brücken über die Flüsse Cheongcheon und Taedong-gang fertiggestellt, was den Betrieb von durchgehenden Zügen zwischen Yongsan und Sinuiju ermöglichte. Die Gyeongui-Linie wurde am 3. April 1906 offiziell eröffnet.
Zwölf Tage nach Beginn des Frachtbetriebs auf der Gyeongui-Linie wurde das Zweite Japan-Korea-Übereinkommen unterzeichnet, wodurch das Imperium Korea zu einem Protektorat des Imperiums von Japan wurde, wobei der japanische Generalsekretär Japan in Korea vertrat. Am 1. Juli 1906 richtete die Verwaltung des Resistenten Generals ihr Eisenbahnbüro ein und verstaatlichte gleichzeitig die in Privatbesitz befindliche Gyeongbu Railway, die neben der Temporary Military Railway der einzige andere Eisenbahnbetreiber in Korea war. Am 1. September 1906 übernahm das Eisenbahnamt die Kontrolle über die Gyeongui-Linie vom Militär und fusionierte diese mit der Gyeongbu-Eisenbahn zur Nationalen Eisenbahnverwaltung.

## Schienenfahrzeuge
Die temporäre Militäreisenbahn kaufte 1904 sechs in Amerika gebaute 2-8-0-Dampflokomotiven aus zweiter Hand. Diese wurden zunächst für den Bau der Strecke und später für regelmäßige Güterzüge verwendet; nach der Verstaatlichung wurden sie schließlich zur Sorii-Klasse. Dann wurden 52 Tenderlokomotiven 2-6-2 bestellt, identisch mit der 18 bestellten Gyeongbu-Bahn von 1901; diese wurden als Bausätze geliefert und in Incheon montiert. Nach der Verstaatlichung wurden diese schließlich zur Purei-Klasse.